# Juniperus erectopatens
Juniperus erectopatens ist eine Pflanzenart aus der Familie der Zypressengewächse (Cupressaceae). Sie kommt in einem Kreis in Zentralchina endemisch vor und wird von einigen Autoren als Varietät des Sadebaumes (Juniperus sabina) angesehen. Andere Autoren stellen sie als Synonym zu Juniperus chinensis var. chinensis.

## Beschreibung
Juniperus erectopatens wächst als immergrüner Baum, der Wuchshöhen von bis zu 4 Metern erreichen kann. Die gräulich braune Borke blättert in Streifen ab. Die 0,8 bis 11 Millimeter dicken, dicht stehenden Zweige gehen aufsteigend von den Ästen ab.
Die Art bildet zwei verschiedene Formen von Blättern aus. Junge Bäume, selten auch ältere Bäume, haben herablaufende, kreuzgegenständig oder in Dreierwirteln angeordnete, eng an den Zweigen anliegende Nadeln. Diese werden 3 bis 7 Millimeter lang, sind auf der Oberseite gewölbt und haben eine spitz zulaufende Spitze. Ältere Bäume haben meist nur kreuzgegenständig angeordnete, schuppenförmige Blätter, welche bei einer Länge von 1 bis 2,5 Millimetern rauten- bis eiförmig geformt sind. In der Mitte der Blattunterseite findet man eine auffällige, elliptisch geformte Drüse.
Juniperus erectopatens ist zweihäusig-getrenntgeschlechtig (diözisch), in seltenen Fällen auch einhäusig (monözisch). Die Blütezeit umfasst den Sommer. Die beerenartigen Zapfen sind bei einem Durchmesser von 3 bis 5 Millimetern unregelmäßig kugelig geformt. Sie sind anfangs hell, bräunlich grün gefärbt und verfärben sich zur Reife hin purpurblau bis schwarz und sind meistens bereift. Jeder Zapfen trägt ein bis zwei, bei einer Länge von 4 bis 5 Millimetern eiförmige, etwas abgeflachte Samen. Die Samen sind gefurcht und weisen Harzgruben auf. Ihre Spitze ist stumpf oder spitz zulaufend.

## Verbreitung und Standort
Das natürliche Verbreitungsgebiet von Juniperus erectopatens liegt im Kreis Sungqu in der chinesischen Provinz Sichuan. Es ist möglich, dass die Art auch in angrenzenden Gebieten vorkommt.
Juniperus erectopatens gedeiht in Höhenlagen von bis zu etwa 2700 Metern.

## Systematik
Die Erstbeschreibung als Sabina vulgaris var. erectopatens erfolgte 1975 durch Wan Chun Cheng und Li Kuo Fu in Acta Phytotaxonomica Sinica 13(4), S. 86. Im Jahr 1999 wurde sie von Robert Phillip Adams in Biochemical Systematics and Ecology 27(7), S. 723 als eigenständige Art beschrieben. Sie wird von einigen Autoren als Varietät des Sadebaumes (Juniperus sabina) angesehen. Ein weiteres Synonym für Juniperus erectopatens (W.C. Cheng & L.K. Fu) R.P. Adams ist Juniperus sabina var. erectopatens (W.C. Cheng & L.K. Fu) Y. F. Yu & L.K. Fu.

## Gefährdung und Schutz
Juniperus erectopatens wird nicht in Roten Liste der IUCN geführt. Aufgrund ihres kleinen Verbreitungsgebietes kann sie jedoch als gefährdet angesehen werden.